# Phénologie
Cet article possède un paronyme, voir Phrénologie.
La phénologie est l'étude de l'apparition d'événements périodiques (annuels le plus souvent) dans le monde vivant, déterminée par les variations saisonnières du climat.
On étudie surtout la phénologie des végétaux, mais aussi des animaux (notamment les oiseaux et les insectes), des champignons, et même, dans le monde non vivant, des glaciers.
En botanique, les événements périodiques sont par exemple la floraison, la feuillaison, la fructification, le changement de couleur des feuilles.
En zoologie,  il s'agit par exemple du départ et de l'arrivée d'oiseaux migrateurs, de l'apparition des larves et des formes adultes des insectes. Par exemple, en 1883, les journaux de l’audomarois (L'Indépendant du Pas-de-Calais et Le mémorial artésien) annoncent l'arrivée inhabituellement précoce des premières hirondelles. Les données disponibles montrent par exemple que beaucoup d'oiseaux (mais pas tous) ont modifié leurs dates de migration à cause du réchauffement climatique,, avec cependant des variations, selon la position de l'espèce dans le réseau trophique notamment et parfois aussi induites par des changements de températures différents selon les régions traversées en cours de migration.
La durée du jour (photopériode) est un des principaux facteurs influençant la phénologie de nombreuses espèces, et il semble que la réaction des espèces à la durée du jour soit génétiquement programmée, ce qui laisse moins de marge d'adaptation aux espèces concernées.
L'apparition anormalement décalée (« désynchronisation ») d'événements phénologiques est un indice de possibles modifications de divers facteurs, notamment des facteurs climatiques ou micro-climatiques, comme la température ou la teneur en eau du sol et de l'atmosphère.

## Histoire

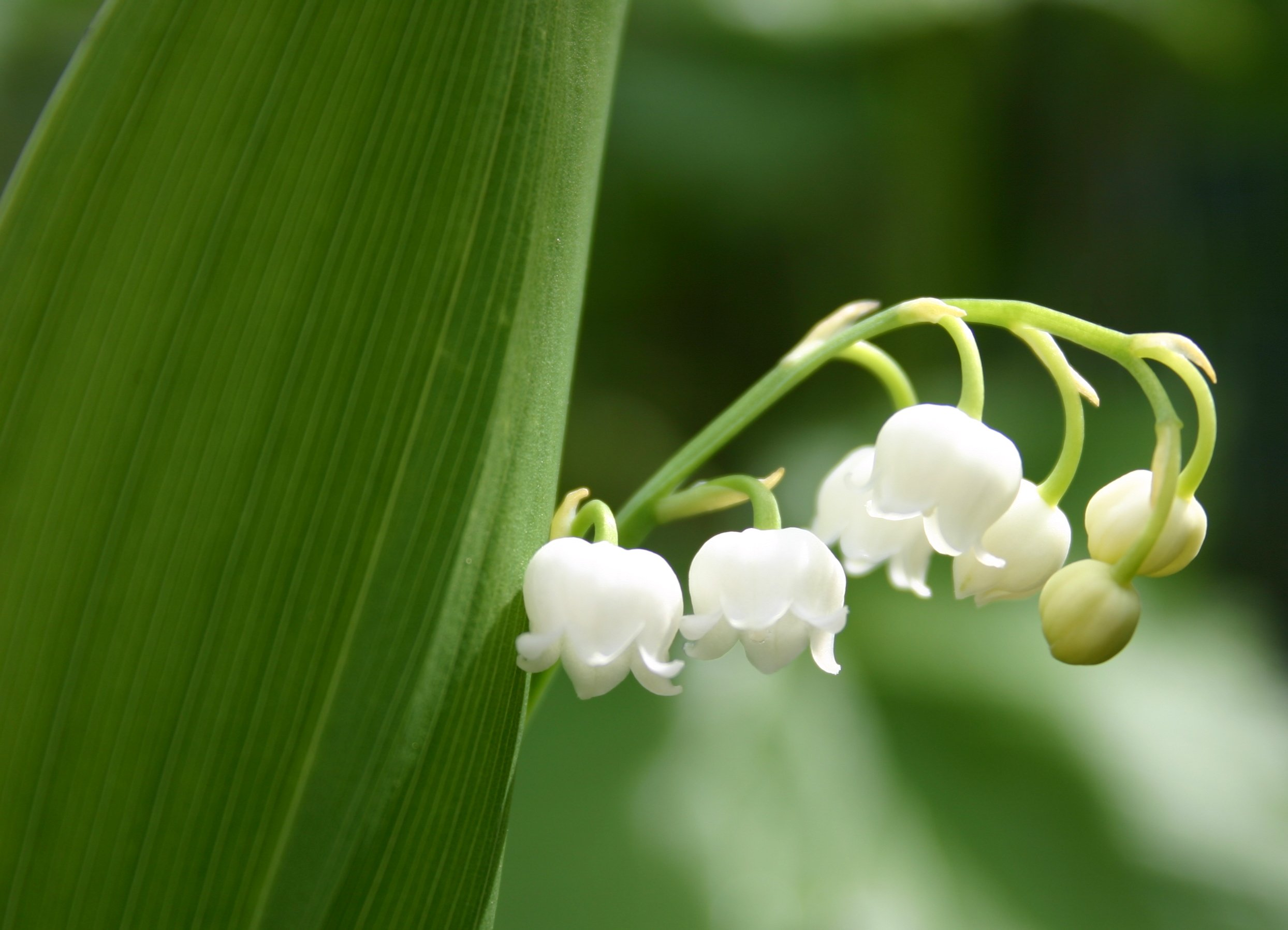
L'apparition des premières fleurs de différentes espèces (ici du muguet) est un autre des indices phénologiques suivis par les jardiniers, agriculteurs, forestiers ou botanistes, notamment aujourd'hui pour évaluer le changement climatique.

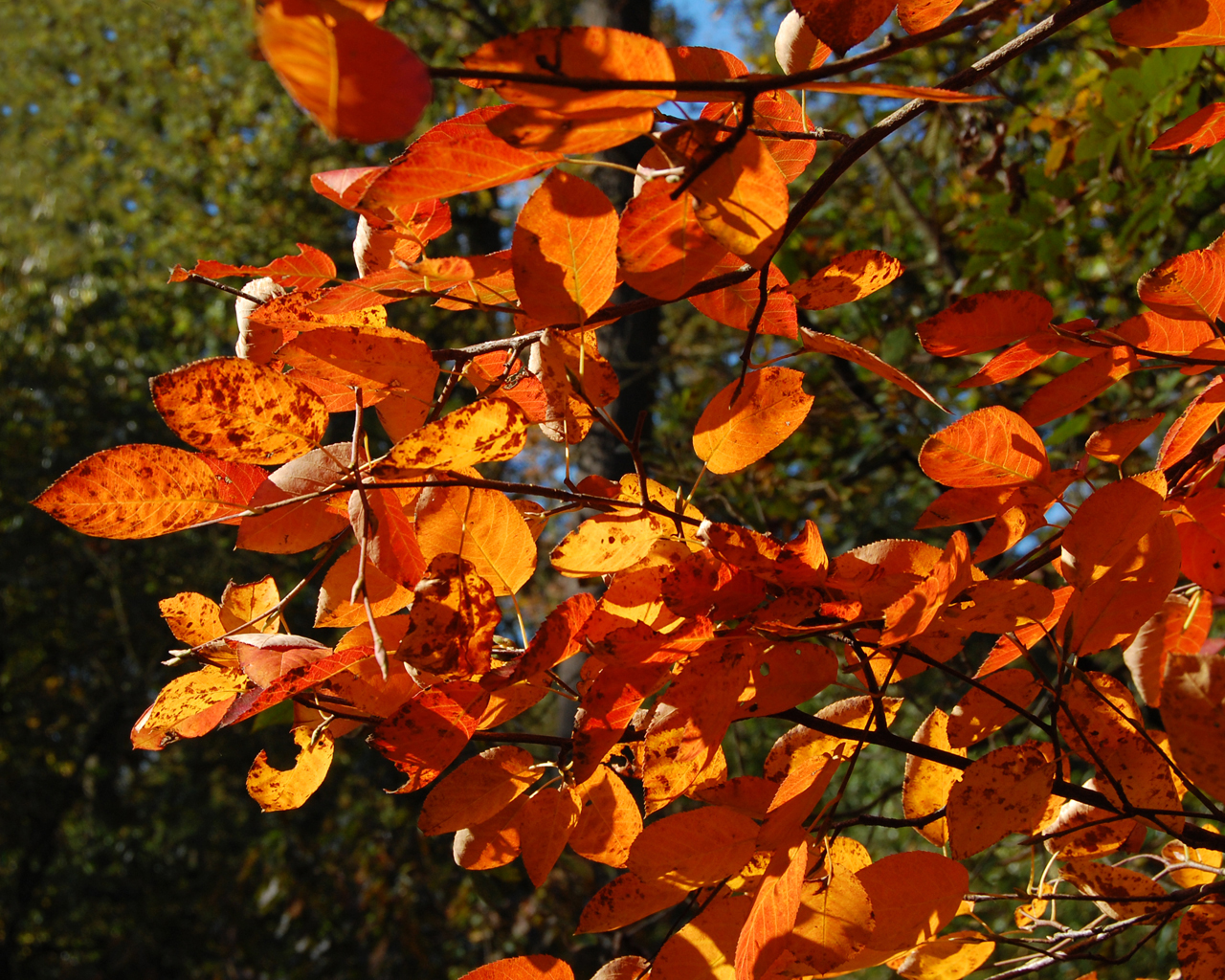
Le changement de couleur des feuilles, à l'automne, est un troisième indice suivi en zone tempérée.

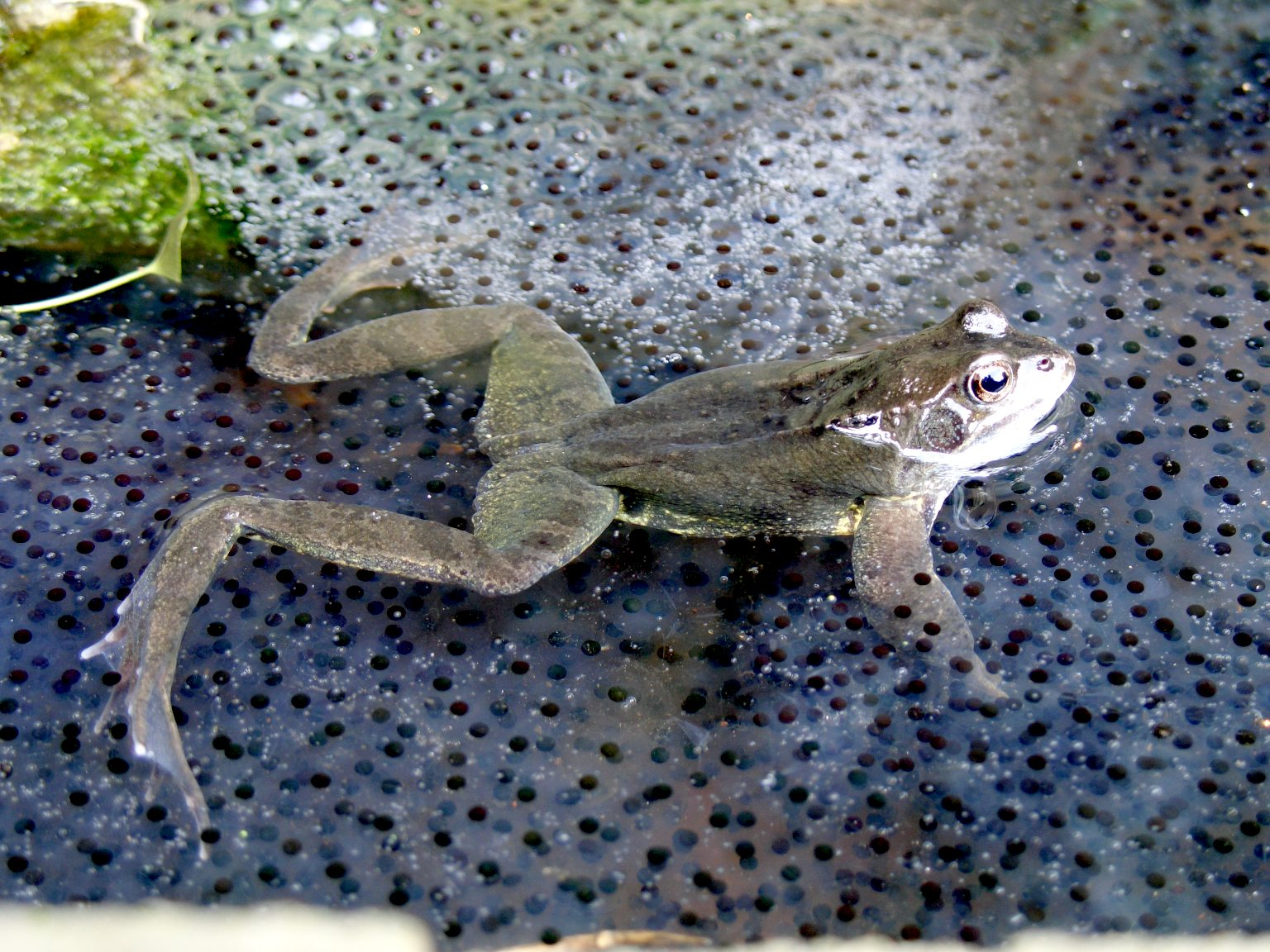
La date de ponte des amphibiens (ici Rana temporaria), puis d'apparition des têtards sont des indices phénologiques faciles à repérer.

La phénologie est une science très ancienne (il était important pour les anciens agriculteurs / cueilleurs / chasseurs et pêcheurs de prévoir les dates de récolte, d'apparition des champignons ou des migrations animales, etc.).

De 1880 à 1945, en France, les stations météo relevaient aussi les dates de retour des oiseaux migrateurs et la floraison des lilas, puis la phénologie est tombée en relative désuétude à partir des années 1950... avant de connaître un net regain d’intérêt par les études d'Emmanuel Le Roy Ladurie et à cause du réchauffement climatique, lequel semble avoir déjà fortement modifié la phénologie de plantes et d'animaux (dates de migration).
Le réseau suisse d’observations phénologiques est créé en 1951 à l'Institut suisse de météorologie (ISM), actuellement MétéoSuisse. Des séries d'observations basées sur des plantes sauvages fournissent actuellement des données relatives aux changements climatiques.

## Phénologie des plantes
La phénologie des végétaux comporte plusieurs événements majeurs : la floraison, la feuillaison, la chute des feuilles... De nos jours, les études portent principalement sur le début et la fin de la période de croissance, c'est-à-dire les moments de reprise ou d'arrêt de la photosynthèse. Cependant, certains végétaux ne présentent pas de phénologie très marquée, c'est le cas notamment des plantes sempervirentes ou des plantes présentes dans les zones chaudes et humides.

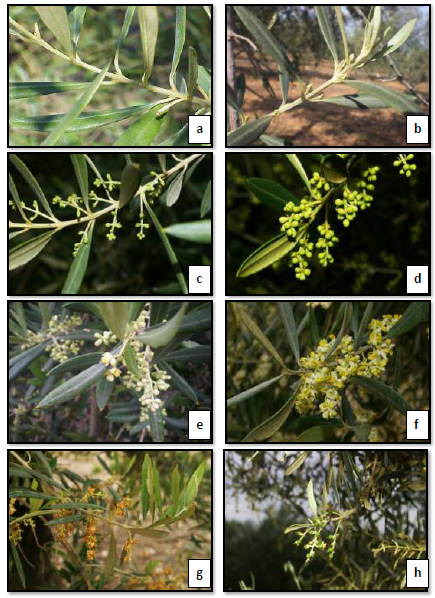
Phénologie de l'olivier. Code BBCH: a-50, B-51, C-54, d-57 (<15 fleurs ouvertes); f-65 (> 15 % fleurs ouvertes); g-67 (<15 % fleurs ouvertes); h-68 (J. Oteros),.

### Facteurs déterminants
En fonction des régions, différents facteurs agissent sur la phénologie des plantes :
- dans les zones arctiques, boréales et tempérées, c'est principalement la température et la longueur du jour, bien que le manque d'eau puisse jouer un rôle important dans certaines régions ;
- dans les zones tropicales sèches, c'est principalement la disponibilité en eau (la croissance des végétaux correspond alors à la durée de la saison humide). La température aussi est importante.

## Phénologie et changement climatique

### Conséquences du changement climatique sur la phénologie
Le Programme biologique international (IBP) a défini la phénologie comme « l'étude du calendrier d'événements biologiques récurrents, les causes de leur calendrier en ce qui concerne les forces biotiques et abiotiques, et l'interrelation entre les phases de la même espèce ou d'espèces différentes ». Ainsi, en raison du changement climatique récent, divers organismes, y compris les taxons végétaux et animaux, présentent des changements de phénologie. Comme ces changements peuvent avoir un impact sur la fitness des organismes (c'est-à-dire la survie et la reproduction), il est important de comprendre les changements phénologiques et les facteurs qui les influencent.
Le sixième rapport d'évaluation du GIEC a constaté des modifications de la phénologie des espèces, qui résultent de l'élévation de la température moyenne à la surface de la Terre (et de ses conséquences).

#### Chez les plantes
La phénologie végétale a été particulièrement bien étudiée, et de nombreuses études ont démontré que la phénologie végétale peut servir d'indicateur du changement climatique sur les écosystèmes terrestres. Les changements phénologiques des plantes, en réponse au changement climatique (notamment l’augmentation de la température moyenne), se caractérisent fréquemment par un débourrement précoce au printemps et des retards dans la coloration des feuilles et de la sénescence à l'automne. Par conséquent, on observe des saisons de croissance plus longues.
Pour la vigne, une observation de la phénologie du Chasselas en Suisse sur une cinquantaine d'années a montré que le réchauffement climatique n'a pas d'incidence sur la date de débourrement mais que la période de végétation est raccourcie par des dates plus précoces de floraison et de véraison (maturation du fruit).
Parallèlement à cela, de nombreuses espèces nécessitent une période de froid pour réaliser leur cycle phénologique. En effet, un certain nombre de degré-jours de froid est nécessaire pour initier les événements phénologiques printaniers. Or, le réchauffement climatique induit une réduction de cette accumulation de froid, menant à un débourrement plus tardif.
Ainsi, la température joue de multiples rôles dans le contrôle des processus phénologiques des plantes, c'est-à-dire que la température froide permet le bon déroulement du cycle et la température chaude représente le signal pour commencer la saison de croissance.
Néanmoins, les effets de la température sur la précocité de débourrement au printemps peuvent être atténués par la photopériode,. La photopériode est en effet un autre phénomène pouvant affecter la phénologie car jouant sur la sénescence des feuilles en automne. Lors du passage de l'été à l'automne, la réduction progressive de la photopériode induit la sénescence lorsque cette dernière est inférieure à un seuil permettant la croissance.
De plus, des évènements de gels se déroulant durant la période de croissance des plantes et notamment à la suite d'un bourgeonnement précoce, sont susceptibles d’altérer le développement de ces plantes.
Dans les écosystèmes de haute latitude et altitude (prairies et toundra arctiques et alpines), on observe une précocité de la fonte des neiges due à l'élévation de la température. Cette couche de neige ne peut alors plus protéger les bourgeons contre les températures froides de l’hiver jusqu’au début du printemps, et la fréquence des dommages causés par le gel aux bourgeons et aux fleurs, augmente.
En parallèle de l’allongement de la période de croissance des plantes, le changement climatique entraîne durant l’année, une réduction du nombre de jours de gel. Néanmoins, la période de croissance étant plus précoce, on remarque une augmentation des jours de gel durant la période de croissance (appelée Growth Season Frost Day ou GSFD). Les GSFD sont ainsi susceptibles d’affecter la structure et le fonctionnement des écosystèmes terrestres au-dessus 30°N de l’hémisphère Nord. On observe notamment une inhibition du développement des plantes, entraînant une diminution de la photosynthèse, liée à cela, une diminution de l'absorption de carbone et donc la perturbation du cycle des nutriments. Cette perturbation est d'autant plus marquée dans un environnement où les nutriments sont limitants et en faibles quantités,.
La fréquence des GSFD varie localement de façon spatiale et temporelle (au cours des saisons et des décennies) au sein de l’hémisphère Nord, mais on observe globalement une augmentation de ces GSFD avec le changement climatique.
En effet, des épisodes de gel au printemps peuvent mener à d’importantes pertes de rendements et donc de graves conséquences socio-économiques. Par exemple, en 2007, une semaine de gel lors d’un printemps aux Etats-Unis, a réduit la production de blé de 19%, de pommes de 67 % et de noix de pécan de 66 %, entraînant de grosses pertes économiques. Parallèlement, des épisodes de gel en automne peuvent accélérer et induire la sénescence, tuant ainsi les tissus végétaux avant la fin de la réabsorption des nutriments. Néanmoins, ces conséquences sont propres à chaque espèce et dépendent de leur résistance au gel ainsi que du stade de croissance dans lequel le gel survient.

#### Chez les animaux
Pour ce qui est des animaux, le changement de phénologie passe par des processus génétiques et plastiques et ce, afin de correspondre au mieux à un environnement changeant. Les espèces migratrices ont notamment la capacité de modifier leur phénologie de migration en réponse au changement climatique. Par exemple, l’avancée du printemps s’exprimant par une fonte des neiges précoce, a entraîné une avancée des arrivées du rouge gorge d’Amérique sur son aire de reproduction entre 1994-2018 (environ 5 j/décennie plus tôt). Ces résultats suggèrent une plasticité du comportement migratoire des rouges gorges afin d’ajuster le rythme de l'avancée du printemps avec leur phénologie de reproduction.
Néanmoins, bien que les départs soient précoces et qu’il existe une pression pour atteindre les aires de reproduction dans un temps imparti, des conditions environnementales défavorables le long de la migration peuvent ne pas permettre une avancée des arrivées aux aires de reproduction, voire les retarder (rend difficile le vol ou limite l’accès aux ressources). Des escales répétées peuvent alors être nécessaires et induire de potentiels retards qui peuvent diminuer la période de reproduction. Dans ce cas, les couvées doivent être initiées rapidement pour que les jeunes et les secondes pontes potentielles puissent se développer. Or, ces retards peuvent ajouter une pression supplémentaire aux espèces d’oiseaux ayant une période de reproduction déjà réduite par rapport aux autres espèces et ainsi, jouer sur le succès reproducteur, la fitness de l’espèce et leur adaptabilité aux conditions climatiques changeantes. Il existe donc une réponse multidirectionnelle des oiseaux au changement climatique.
Le milieu marin, caractérisé par un changement climatique 30 à 40% plus rapide que le milieu terrestre, est composé de nombreuses espèces migratrices. La migration de ces dernières peut être régie par de nombreux signaux comme la photopériode ou la température, qui mènent à des réponses différentes. En effet, pour les migrations s’effectuant en réponse à des paramètres de température, le changement climatique peut modifier les dates de départ de migration (et par extension d’autres événements qui constituent le cycle de vie de ces animaux comme la période de reproduction). La variation des températures de surface de la mer, des rivières (chez le saumon par exemple) ou encore, de la banquise peut affecter les migrations d’espèces marines et leur date de ponte dans le cas du maquereau de la mer du Nord notamment. Avec le réchauffement climatique, les dates d’arrivée de certaines espèces sur leur lieu d’alimentation sont aussi avancées (5,6 jours par décennie pour le thon rouge d’Atlantique).
À l’inverse, si la migration dépend de facteurs indépendants du changement climatique comme la photopériode, les conditions climatiques changeantes ne vont pas induire chez les individus, une potentielle synchronisation. Ainsi, leur départ de migration ne changera pas, et ces espèces seront susceptibles de rencontrer des conditions lors de cette migration, défavorables. Les conséquences peuvent affecter la fitness en jouant sur l’accès aux ressources et la reproduction. On aura donc dans ce cas là, une probabilité d’extinction accrue.
Le changement climatique devrait également amener à un renforcement des upwelling côtiers, influençant la migration des espèces se déplaçant le long des côtes. Ils vont notamment jouer sur les paramètres de température, les courants océaniques et la répartition des proies et des nutriments en favorisant leur abondance.
En somme, le changement climatique joue de façon importante sur la phénologie des espèces. Ce sont les petits individus ainsi que les espèces ectothermes qui s’adaptent le mieux aux températures élevées, car modifiant plus facilement leur phénologie. De plus, on peut observer une différence de variation de phénologie (et donc d’adaptation) en montant dans la chaîne trophique. En effet, les herbivores réagissent plus sensiblement au changement de la température que la phénologie des carnivores, probablement parce que les herbivores réagissent eux-mêmes aux changements de la phénologie des plantes.

### Interactions interspécifiques
Les changements phénologiques peuvent non seulement modifier les interactions entre les individus, mais aussi celles entre les niveaux trophiques et donc le fonctionnement des écosystèmes,. En effet, les interactions s’établissant entre les différents réseaux trophiques, résultent de synchronisation phénologique interspécifique. Lorsque des modifications répétées des phases du cycle de vie (reproduction, migration..) entraînent un décalage phénologique entre des espèces en interaction, on parle d’asynchronie phénologique ou décalage phénologique. Cette asynchronie peut résulter d’une différence de sensibilité des espèces aux changements climatiques ou à des réponses qui diffèrent,. Par exemple, certains passereaux consomment principalement, pendant la migration d'automne, des fruits de plantes avec lesquelles ils ont évolué au cours du temps. Ces plantes dépendent alors de ces oiseaux pour disperser leurs graines. Cependant, le changement climatique fait avancer les dates de maturation de ces fruits alors qu’il retarde le départ de migration des passereaux pour de nombreuses espèces (grâce à des conditions favorables qui diminuent la nécessité de migrer). Cette inadéquation pourrait modifier le régime alimentaire des passereaux.
En effet, on remarque notamment que des plantes non indigènes envahissantes peuvent gagner un avantage sur les espèces indigènes car en plus d’une sénescence retardée, ces dernières réagissent mieux aux variations de températures et donc à des événements de gel en comparaison de nombreuses espèces indigènes. En parallèle, ces plantes non indigènes envahissantes produisent des fruits de faible qualité nutritionnelle pour ces oiseaux, ce qui peut les affaiblir durant leur migration qui de plus est coûteuse en termes d’énergie. Cette modification du régime alimentaire pourrait en plus permettre la dispersion des graines envahissantes.
Un développement plus rapide et une période de reproduction plus longue permise par l'augmentation des températures est également favorable à l’expansion des insectes nuisibles et vectrices de maladie. On a par exemple remarqué cela chez les moustiques porteurs du paludisme, où un réchauffement des températures, peut permettre la multiplication des piqûres et donc de transmission du virus.
Dans les interactions trophiques antagonistes (prédation, parasitisme), toute asynchronie aura des répercussions négatives pour une seule des espèces, tandis que dans les interactions mutualistes, les deux partenaires pourraient être affectés.
Par exemple, on a observé que des températures élevées ont entraîné une éclosion précoce de larves de chenilles (Malacosoma californicum pluviale) par rapport à l’émergence des feuilles de plantes ligneuses (L. decidua). Bien que le taux de survie élevé des larves en absence de feuilles (jusqu'à 3 semaines) ait permis que cette asynchronie n’affecte pas le développement des insectes, leur fitness pourrait être affectée si cet intervalle augmente avec un changement climatique accentué.
Lors de printemps plus chauds, une asynchronie phénologique a pu également être identifiée entre l’éclosion des oiseaux passereaux de l’hémisphère Nord et l'abondance des insectes (et aux dates de sortie des premières feuilles). Néanmoins, le nombre de descendants par parent n'a été que marginalement réduit. Cela peut s’expliquer par une flexibilité du régime alimentaire et des aires de recherche de nourriture. Ainsi si cette asynchronie se généralise à toutes les proies des oiseaux ou s’il s’agit d’une espèce spécialiste, la survie des individus pourrait être significativement affectée.
Également, il existe une grande variation dans la vitesse d’ajustement phénologique intraspécifique. Par exemple, les mésanges charbonnières (Parus major) des Pays-Bas ont connu des périodes de reproduction précoces mais moins que l’avancée du pic de disponibilité de leurs proies que sont les chenilles. Les mésanges charbonnières à Oxford ont, quant à elles, réussi à ajuster leur période de reproduction pour être complètement synchronisées avec le moment du pic d'abondance des chenilles.
Les études menées sur le sujet, ne parviennent néanmoins pas à donner une tendance générale sur la synchronisation ou l’asynchronie phénologiques au sein des interactions trophiques. Les inadéquations phénologiques observées se vérifient plus clairement au sein d’interactions antagonistes qu’entre celles mutualistes, probablement en raison d'une forte coévolution mutualiste au cours du temps. Les différences phénologiques pouvant être observées dans ce dernier cas, tendent à être éphémères du fait de l’importance de l’interaction des deux acteurs du point de vue évolutif. Cependant, les mécanismes du mutualisme étant mal compris, la synchronisation persistance face aux changements climatiques n'est qu’une hypothèse.
En somme, une asynchronie phénologique peut remodeler les structures et la compositions spécifiques des communautés et ce, en raison des réponses diverses phénologiques des espèces au changement climatique. D’importantes conséquences sur la biodiversité, le fonctionnement et la productivité des écosystèmes sont à prévoir.
Il existe en France des programmes de sciences participatives permettant de suivre la phénologie des organismes. Parmi eux, le programme PHENO mis en place par le Muséum National d’Histoire Naturelle. Il permet par l’utilisation d’un protocole commun appliqué aux données observées, d’alimenter l’évolution de la phénologie des passereaux à travers leur migration dans le temps et dans l’espace.

### Rétroactions sur le changement climatique
Par ses rétroactions, la végétation peut influencer le climat et la phénologie et ce notamment par la séquestration du carbone. En effet, le retard de la sénescence des feuilles en automne permet une augmentation de l’absorption de carbone, témoignant d’une plus grande productivité des écosystèmes (soit l’équilibre entre la photosynthèse et la respiration). Ainsi, le prolongement de la période de photosynthèse active augmentera potentiellement la séquestration annuelle du carbone des écosystèmes avec le changement climatique. Elle peut néanmoins être compensée par des augmentations simultanées de la respiration, induites par le réchauffement climatique. Cette augmentation de la respiration pourrait être telle qu’elle dépasserait dans certains cas, la productivité de l’écosystème et transformer les puits de carbone actuels en futures sources de CO2. En effet, on a observé dans les hautes latitudes septentrionales, qu’un débourrement précoce pouvait entraîner des quantités de carbone séquestré plus importantes que celles émises par la respiration. En revanche, une augmentation de la respiration dépassant les gains de carbone photosynthétique a été identifiée durant l’automne, en Arctique. Également dans la plupart des modèles, l'augmentation du gel durant la période de croissance végétale n’est pas prise en compte, ce qui peut surestimer les prédictions concernant la capacité des écosystèmes nordiques à séquestrer le carbone.
L’albédo peut également jouer un rôle important dans la rétroaction directe de la végétation sur le climat. Par exemple, la mortalité accrue des prairies due à un stress hydrique lui-même occasionné par la réduction des précipitations et des températures plus élevées, peut mener à une augmentation globale de l'albédo en raison de la réflectivité élevée des herbes mortes. Également dans les forêts tempérées et boréales, un climat plus chaud peut entraîner la réduction de la couverture neigeuse, ce qui réduira l'albédo, tandis qu’une durée de canopée plus longue, elle, augmentera l'albédo.
Les changements de phénologie des plantes peuvent alors affecter le cycle de l’eau en modifiant l’humidité du sol, le ruissellement et les précipitations, principalement par le changement de l’évapotranspiration (ET). Par exemple, la croissance précoce de la végétation dans des forêts tempérées augmente l’ET, ce qui entraîne une diminution de la température. La nébulosité accrue par l'augmentation de l’ET peut accentuer cet effet de refroidissement en réduisant le rayonnement du soleil de courte longueur d’onde qui atteint la surface de la Terre. Cette rétroaction végétation-évapotranspiration peut également diminuer le débit de la rivière lorsque la végétation dominée par de la forêt tempérée, se situe dans un bassin versant. Ainsi, à long terme, la perte de l’eau du sol par l’augmentation de l’évaporation peut entraîner un stress hydrique du sol, qui à son tour diminue l’ET, augmente la température de l’atmosphère et amplifie les conséquences induites sur la phénologie.

## Phénologie et altitude
La phénologie s'intéresse aussi aux niveaux d'altitude ; ainsi au printemps 2007 en Europe, des noisetiers poussant à 250 mètres d’altitude ont fleuri en moyenne 43 jours avant ceux qui poussent à 1 250 mètres. Chez le frêne, à floraison beaucoup plus tardive, le décalage n’est que de 28 jours. Ces deux espèces sont des ressources alimentaires importantes par exemple pour l'ours ou l'écureuil roux.

## Utilisation pratique de la phénologie

### Jardinage
On peut utiliser la phénologie pour effectuer les travaux du jardin à la période propice et non d'après un calendrier fixe qui ne tient pas compte du climat spécifique du lieu. Cela permet d'avoir des repères pour semer ou planter. Ainsi la première période commence par la floraison du cornouiller mâle, de l'orme, du lilas et du tussilage et s'achève avec la floraison du prunellier et merisier sauvage. C'est pendant cette première période qu'on doit :
- planter les plantes aromatiques, ail, oignon, échalote, asperge, rhubarbe, oseille ou ciboulette
- terminer la plantation d'arbres et arbustes ou boutures
- semer à chaud céleri, courge, melon, piment, aubergine, tomate, chicorée
- semer en pleine terre épinard, pomme de terre, fève, pois

### Lutte contre le réchauffement climatique
En janvier 2020, une équipe de chercheurs, sous la direction de Ignacio Morales-Castilla, a publié un article montrant qu'en s'appuyant sur la diversité de phénologie des différents cépages, il existerait une possibilité d'adapter la culture du vignoble pour faire face au réchauffement climatique.
Parmi les plus de 1 100 cépages cultivés dans le monde, on constate en effet d'importantes variations dans la phénologie allant de 6 à 10 semaines parmi les variétés cultivées sous un même climat.
L'équipe a assemblé un jeu de données de phénologies constatées entre 1956 et 2015 pour les 11 principaux cépages (Cabernet-Sauvignon, Chardonnay, Chasselas, Grenache, Merlot, Mourvèdre (Monastrell), Pinot noir, Riesling, Sauvignon blanc, Syrah et Ugni blanc).
Ces 11 variétés représentent à elles seules 35% des surfaces de vignes cultivées dans le monde, atteignant 64 à 87% dans les pays à forte activité viticole comme l'Australie, le Chili, la France, la Nouvelle-Zélande, la Suisse et les États-Unis.
Selon cette étude, avec un réchauffement de la planète de 2 degrés, plus d’une région viticole ou potentiellement viticole sur deux dans le monde (51%) pourrait ne plus être apte à la culture de la vigne. Avec un réchauffement de 4 degrés, c'est 77% de ces terres qui ne seraient plus aptes.
Si l'on se focalise uniquement sur les régions actuellement viticoles et sans changement dans les pratiques, à 2 degrés de réchauffement climatique, 56% des terroirs risquent d'être perdus et à 4 degrés on monte à 85% des terroirs potentiellement perdus pour la viticulture selon les projections.
Cependant, l'étude montre qu'une utilisation adéquate des diversités de phénologie constatées parmi les cépages, permettrait de réduire notablement les pertes dues au réchauffement climatique.
Pour les régions actuellement viticoles, en diversifiant la culture des cépages en fonction de leur phénologie, à 2 degrés de réchauffement climatique, seuls 24% des terroirs risqueraient d'être perdus et à 4 degrés 58% des terroirs seraient potentiellement perdus pour la viticulture au lieu de 85%.